# Henry V (téléfilm, 1966)
Pour les articles homonymes, voir Henry V et Henry.
Pour plus de détails, voir Fiche technique et Distribution.
Henry V est un téléfilm canadien de Lorne Freed et Michael Langham (en), diffusé à la télévision en 1966.

## Fiche technique
- Titre original : Henry V
- Pays d'origine :  Canada
- Année : 1966
- Réalisation : Lorne Freed et Michael Langham (en)
- Histoire : William Shakespeare, d'après sa pièce éponyme
- Langue : anglais, français
- Format : Couleur
- Genre : drame
- Durée :

## Distribution
- Douglas Rain : Henry V
- Bernard Behrens : Fluellen
- Eric Donkin : Ely
- Jean Gascon : Charles VI de France
- Diana Leblanc : Catherine de Valois
- Powys Thomas : Pistol
- Barry MacGregor : Williams
- William Hutt : Chorus